# Salix elbursensis
Salix elbursensis là một loài thực vật có hoa trong họ Liễu. Loài này được Boiss. miêu tả khoa học đầu tiên.